# Westhoffen
Westhoffen (en alsacià Weschthoffe) és un municipi francès, situat a la regió del Gran Est, al departament del Baix Rin. L'any 1999 tenia 1.590 habitants.
Forma part del cantó de Saverne, del districte de Molsheim i de la Comunitat de comunes de la Mossig i del Vignoble.

## Demografia
| 1962  | 1968  | 1975  | 1982  | 1990  | 1999  |
| ----- | ----- | ----- | ----- | ----- | ----- |
| 1.166 | 1.218 | 1.244 | 1.176 | 1.159 | 1.590 |

## Administració
| Període | Identitat    | Partit |
| ------- | ------------ | ------ |
| 2001-   | Pierre Geist |        |